# سليم جدي
سليم بن نصرالله جدي (1286-1313 هـ/1869-1895 م) شاعر لبناني ولد في بيروت، تخرج في الكلية اليسوعية، وقد درس الآداب والعلوم.

## الإنتاج الشعري والمسرحي
له ديوان سليم نصر الله جدي جمعه جرجي نقولا باز، مطابع قوزما بيروت 1950، وله ثلاث مسرحيات شعرية: «ألم الفراق»، و«جزاء الشهامة»، و«مثال الفضيلة».
شاعر غنّى للعواطف والحب والشجن، فعبر عن تجربة عمره القصير ومشاعره الندية بحبّ الحياة والغفلة عن المصير، ألفاظه سهلة وتعبيراته سلسة وأوزانه وقوافيه طيعة، على أن معانيه - في غزله - لم تذهب بعيدًا عن التقليد.
كما نري في قصيدة طائر ألبان التي يقول فيها:-
| يا طائرَ البانِ قد هيّجتَ أشجاني | وزدتَني حرقةً يا طائرَ البانِ   |
| إياكَ تشدو على الأغصان مبتهجًا | ولستَ تدري بأن الوجد أضناني  |
| أذكرْتَني طِيبَ أيامٍ سُررتُ بها    | دهرًا طويلاً وكانت خيرَ أزمان  |
| أيامَ كانت ربوعُ الأنسِ زاهيةً   | وأنجمُ السعدِ تجلو ليلَ أحزاني |
| أنا القتيلُ بحبّ الغانيات فمن  | يخلو من الحبّ لا يُدعى بإنسان |
| وطالما أنعشتْ روحي مهفهفةٌ     | تغزو القلوبَ وتُرْديها بأجفان  |
| فريدةُ الحسنِ تُحيي من يغازلها  | ولحظُها فاتكٌ بالأنس والجان   |
| غزالةٌ تُخجل الأقمارَ إن طلعتْ   | كالبدر مكتملاً في شهر نيسان  |
| لكن إذا خطرتْ تسبي العقولَ بلا | حربٍ وتُسكرنا دون ابنةِ الحان  |
| نعم وكم أسرتْ باللحظ من أسدٍ   | فمن رأى أسدًا في أسر غِزلان   |
| فقل لواصفها ما أنت واصفها    | ولو علوتَ على قُسٍّ وسَحبان      |

من أشهر أعمالة المسرحية «جزاء الشهامة»:-
| يا نائبات الدهر صبري عليلا    | والعيش بعد العز بات ثقيلا   |
| اضرمت لي حرباً فرحت مدافعاً     | حتى رجعت عن الدفاع كليلا    |
| وطرحت بين يديك سيفي مغمدا     | فعلامَ سيفك لم يزل مسلولا    |
| امسي واصبح حول كهف مظلم       | هيهات ان القى سواه مقيلا    |
| انفقت تسع سنين فيه معذباً      | وأنا على حالي ازيد خمولا    |
| وظللت ارعى زوجتي وابني في ليل | يجر من الوبال ذيولا         |
| ليل أرى بعد الصباح يزيدنني    | غصصاً على غصص فبات طويلا     |
| احييه واأسفاه في يأس ولا      | سلوى سوى ذكر الليالي الأولى |
| لم أمس مغلول اليدين وإنما     | امسي فؤادي بالأسى مغلولا    |
| ناء عن الوطن العزيز مغادر     | لي فيه من صفو الحياة شمولا  |
| فعلام يا وطني تروم قطيعتي     | وإلى مَ تبغي ان اعيش ذليلا   |
| دافعت عنك بحد سيفي عندما      | جرت الدما يوم القتال سيولا  |
| وفتكتت بالرومان اعداك الألى   | ظنوا بأن لهم إليك وصولا     |
| فنسيت لي صنع الجميل وسمتني    | خسفاً كأني ما صنعت جميلا     |
| وتركتني بتعاستي وأنا الذي     | قد كنت في ماضي الزمان جليلا |
| ما ذنب طفلاي اللذين شجاهما    | نوحي فزادهما بكا وعويلا     |
| طفلان مثل حمامتين أراهما      | في حضن والدة تذوب نحولا     |
| رضعا لبان مدامع ممزوجة        | بدماء قلب لا يزال عليلا     |
| مظلومة مثلي تعيش بقفرة        | عاينت فيها للشقاء حلولا     |
| تبغي نجاة من شدائدها ولا      | تلقى إلى سبل النجاة دليلا   |
| لولاهم ما عشت يوماً واحدا      | بل مت ما بين القفار جديلا   |
| وجعلت حداً للعذاب بخنجري       | يفري الحشا فينيلني المامولا |
| هذا مجيري من يد فتاكة         | مدت إلى قلبي الكليم نصولا   |
| ليث القضاء سطا عليّ وليتني     | في ساعة الهيجا سقطت قتيلا   |
| بل ليث موبير الشقي أراحنا     | من أسر ذلّ لم يعد محمولا     |
| موبير يا نذل الرجال ظلمتني    | وحسبت ما فعلت يداك قليلا    |
| صيرت ذكري في بلادي خاملاً      | وجعلت هاتيك الربوع طلولا    |
| وغدرت بالشهم التعيس فهل ترى   | لم تروَ من هذا التعيس غليلا  |